# Gene Evans
Eugene Barton Evans (Holbrook, Arizona; 11 de julio de 1922 - Jackson, Tennessee; 1 de abril de 1998) fue un actor estadounidense que empezó su carrera mientras servía en el Ejército de los Estados Unidos durante la Segunda Guerra Mundial. Tuvo su debut cinematográfico en 1947, y apareció en numerosas películas y programas de televisión. Se especializó en papeles de hombre duro, como cowboy, sheriff, convicto, o militar del Ejército de los Estados Unidos.
Pasó su infancia en Colton, California. Durante la Segunda Guerra Mundial, comenzó a interpretar con un grupo militar de teatro cuando estaba en Europa.
Apareció en numerosas películas producidas, dirigidas y escritas por Samuel Fuller.
En sus memorias A Third Face (Una tercera cara), Fuller describió cómo conoció a Gene Evans en 1950 cuando estaba haciendo el casting para la película de guerra coreana The Steel Helmet. Fuller tiró un rifle M1 Garand a Evans, el cual lo cogió e inspeccionó como el soldado que había sido durante la Segunda Guerra Mundial. El director se quedó con Evans y rechazó a John Wayne para el papel en la película y luchó por mantenerle pese a la opinión de Robert L. Lippert y su nuevo socio Larry Parks. Fuller abandonó la película hasta que no se readmitió a Gene Evans.
El actor también apareció en las películas de Fuller Fixed Bayonets!, Hell and High Water, Shock Corridor y perdió 13 kg de peso para participar en la película  Park Row. [cita requerida]
En 1958, Evans coprotagonizó como el alcalde Al Arthur en la película Damn Citizen basada en la vida del superintendente Francis Grevemberg de la policía de Luisiana. Keith Andes interpretaba el papel de Grevemberg. [cita requerida]
En enero de 1979, Evans intervino como Garrison Southworth en un episodio de la famosa serie de la CBS's Dallas. 
Apareció en 10 episodios de la serie de la CBS Gunsmoke con James Arness, incluyendo los episodios "The Snow Train" y "Tatum". 
A finales de la década de 1980, volvió a aparecer en escena como el horroroso padre en la producción Papa is All, dirigida por Tommy F. Scott en la localidad de Jackson, Tennessee.
Se retiró a una granja en Tennessee emulando su papel en la película Walking Tall.